# Christopher Rich
Christopher Rich Wilson (Dallas, 16 settembre 1953) è un attore statunitense, conosciuto soprattutto per i ruoli di Miller Redfield in Murphy Brown e di Brock Hart, ex marito di Reba, in Reba.

## Carriera
Christopher Rich ha ottenuto la popolarità interpretando, dal 1981 al 1985, Alexander "Sandy" Cory nella soap opera Destini. Successivamente, nel 1987 e nel 1988, ha recitato nella serie televisiva Biancaneve a Beverly Hills nel ruolo di Prince Eric Charming, affiancato da Caitlin O'Heaney, Judy Parfitt e Paul Winfield.
Nel 1993 è apparso nel lungometraggio di Wayne Wang Il circolo della fortuna e della felicità nel ruolo di Rich, fidanzato e futuro marito di Waverly Jong.
Ha fatto un'apparizione come ospite in un episodio della serie televisiva La tata, nel quale ha interpretato un raro governante uomo che aveva una cotta per Tata Francesca.
Ha avuto un ruolo ricorrente in Boston Legal, interpretando il procuratore Melvin Palmer. Inoltre, ha interpretato Bruce, editore del libro di Bree, negli episodi Le buone maniere e I cattivi vicini di Desperate Housewives, trasmessi originariamente sul canale ABC in America e su Rai 2 in Italia.

## Vita privata
Da giovane, Christopher ha frequentato la University of Texas ed ha ottenuto una laurea magistrale in Arti Teatrali alla Cornell University. Dal 1982 al 1996 è stato sposato con la co-protagonista di Destini Nancy Frangione, con la quale ha adottato una figlia, di nome Mariel Emi Rich, nata il 15 aprile 1992.
Dopo il divorzio con la prima moglie, si è risposato con Eva Halina, ex Miss Polonia e ginnasta, che aveva partecipato alle Olimpiadi di Mosca del 1980. Con lei ha avuto due gemelle, nate il 30 marzo 2004, Lily Hannah e Daisy Grace.

## Filmografia parziale

### Televisione
- Destini (Another World) - soap opera, 69 episodi (1981-1985)
- Biancaneve a Beverly Hills (The Charming) - serie TV, 21 episodi (1987-1988)
- Murphy Brown - serie TV, 22 episodi (1989-1997)
- La tata (The Nanny) - serie TV, episodio 2x19 (1995)
- Nash Bridges - serie TV, 3 episodi (1996-1998)
- Sabrina, vita da strega (Sabrina, the Teenage Witch) - serie TV, episodio 4x09 (1999)
- E.R. - Medici in prima linea (E.R.) - serie TV, episodio 6x15 (2000)
- Reba - serie TV, 122 episodi (2001-2007)
- Desperate Housewives - serie TV, episodi 5x16, 6x19 (2009-2010)
- CSI - Scena del crimine (CSI: Crime Scene Investigation) - serie TV, episodio 10x05 (2009)
- Melissa & Joey - serie TV, 8 episodi (2010-2015)
- A tutto ritmo (Shake it Up) - serie TV, episodio 2x03 (2010)
- Rizzoli & Isles - serie TV, episodio 3x13 (2012)

## Doppiatori italiani
Nelle versioni in italiano delle opere in cui ha recitato, Christopher Rich è stato doppiato da:
- Claudio De Angelis in Destini
- Francesco Pannofino in Biancaneve a Beverly Hills
- Giorgio Locuratolo in E.R. - Medici in prima linea
- Pasquale Anselmo in Reba
- Gianni Giuliano in Desperate Housewives (ep. 5x16)
- Giovanni Caravaglio in Desperate Housewives (ep. 6x19)
- Gerolamo Alchieri in CSI - Scena del crimine
- Saverio Indrio in Melissa & Joey